# Серра-да-Канастра (национальный парк)
Серра-да-Канастра (порт. Parque Nacional da Serra da Canastra) — национальный парк в Бразилии, в штате Минас-Жерайс.

## Описание
Национальный парк Серра-да-Канастра располагается в штате Минас-Жерайс, в муниципалитетах Сан-Роки-ди-Минас, Сакраменту, Капитолиу, Варжен-Бонита, Сан-Жуан-Батиста-ду-Глория и Делфинополис. Он занимает площадь 1979 км² (197 971,96 га). Создан указом 70.355 от 3 апреля 1972 года, отнесён к категории МСОП II (национальный парк). Управляющий орган — Институт по сохранению биоразнообразия имени Чико Мендеса. Цель создания парка — сохранение природных экосистем большой экологической значимости и красоты, поддержка научных исследований, экологического образования и экологического туризма.
Серра-да-Канастра располагается в горах Канастра, на водоразделе между реками Парана и Сан-Франсиску; истоки последней находятся в национальном парке. Высота над уровнем моря — от 750 до 1490 метров. В парке присутствуют живописные обрывы, образующие водопады, наиболее примечателен из которых первый водопад на Сан-Франсиску высотой 186 метров. Высота самых высоких вершин достигает 1500 метров.
Среднегодовая температура воздуха составляет 18°С, колеблясь в пределах 1—29°С.
Самую высокую часть парка с востока на запад пересекает дорога протяжённостью более 60 км.

## Биоразнообразие
Серра-да-Канастра располагается в экорегионе серрадо. Доминирующие типы растительности — скалистые луга и серрадо, сменяющиеся лесными участками в долинах и на склонах.
Эндемичная флора представлена 45 видами растений из родов крестовник (Senecio), падуб (Ilex), синеголовник (Eryngium), синнингия (Sinningia), стевия (Stevia), Hololepis, Inulopsis, Aspilia, Stomatanthes, Campuloclinium, Chinolaena, Chrysolaena, Ichtthyothere, Lessigianthus, Eriope, Habranthus, Agalinis.
В парке встречается два эндемичных вида земноводных — Hyla ibitiguara и Cinax canastrensis. Распространены кустарниковая собака, пампасный олень, гривистый волк, гигантский муравьед, американские выдры, прыгуны, гигантский броненосец, пума, онцилла, оцелот, пампасская кошка, бразильский крохаль, королевский гриф, большой тукан, обыкновенная каракара, обыкновенный нанду, петухохвостый тиранн (Alectrurus tricolor), винногрудый амазон, чернолицая овсянка (Coryphaspiza melanotis), малый нотура (Nothura minor), карликовый тинаму и лягушка Phyllomedusa ayeaye.

## Галерея

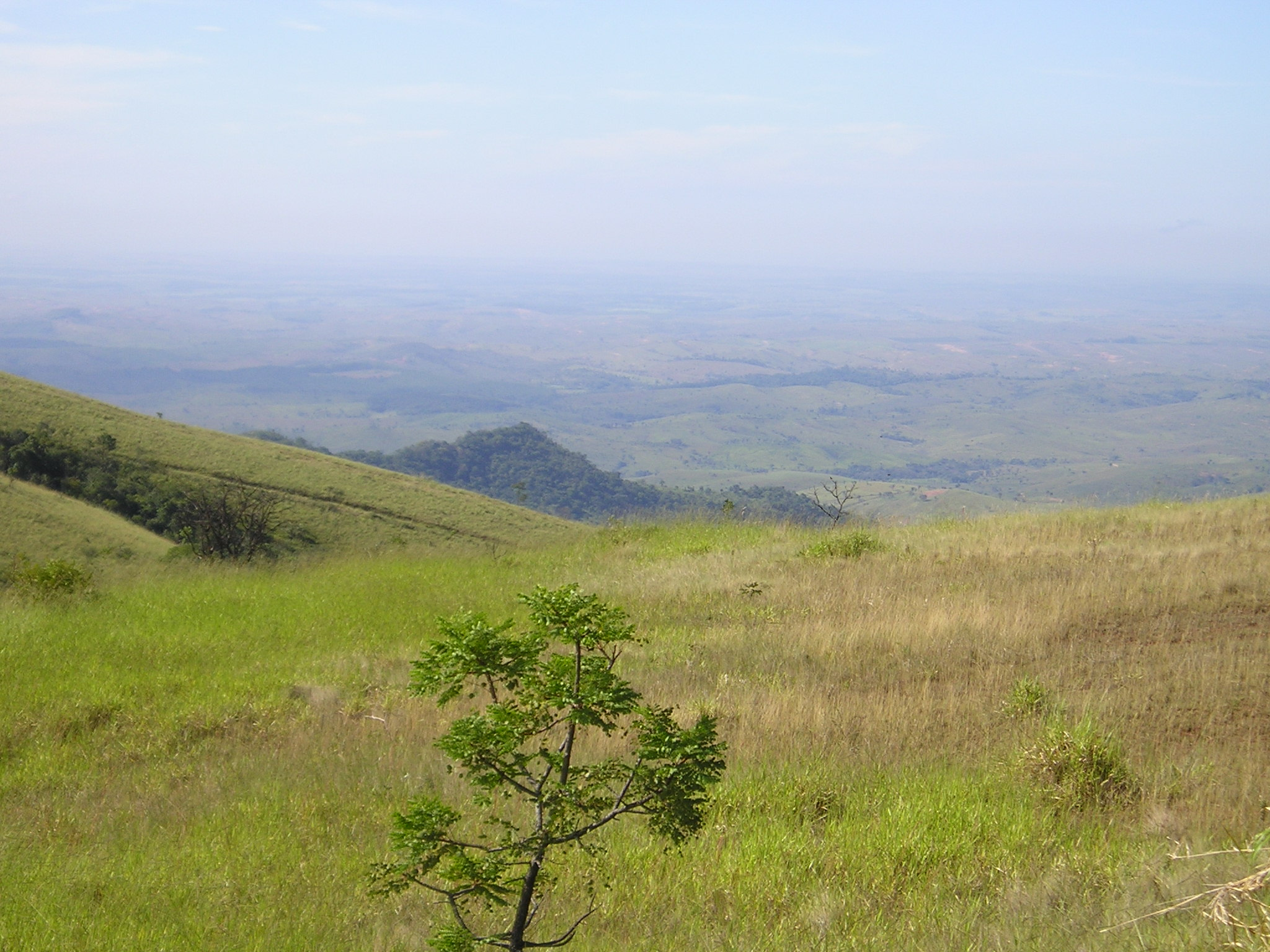
Пейзаж в парке
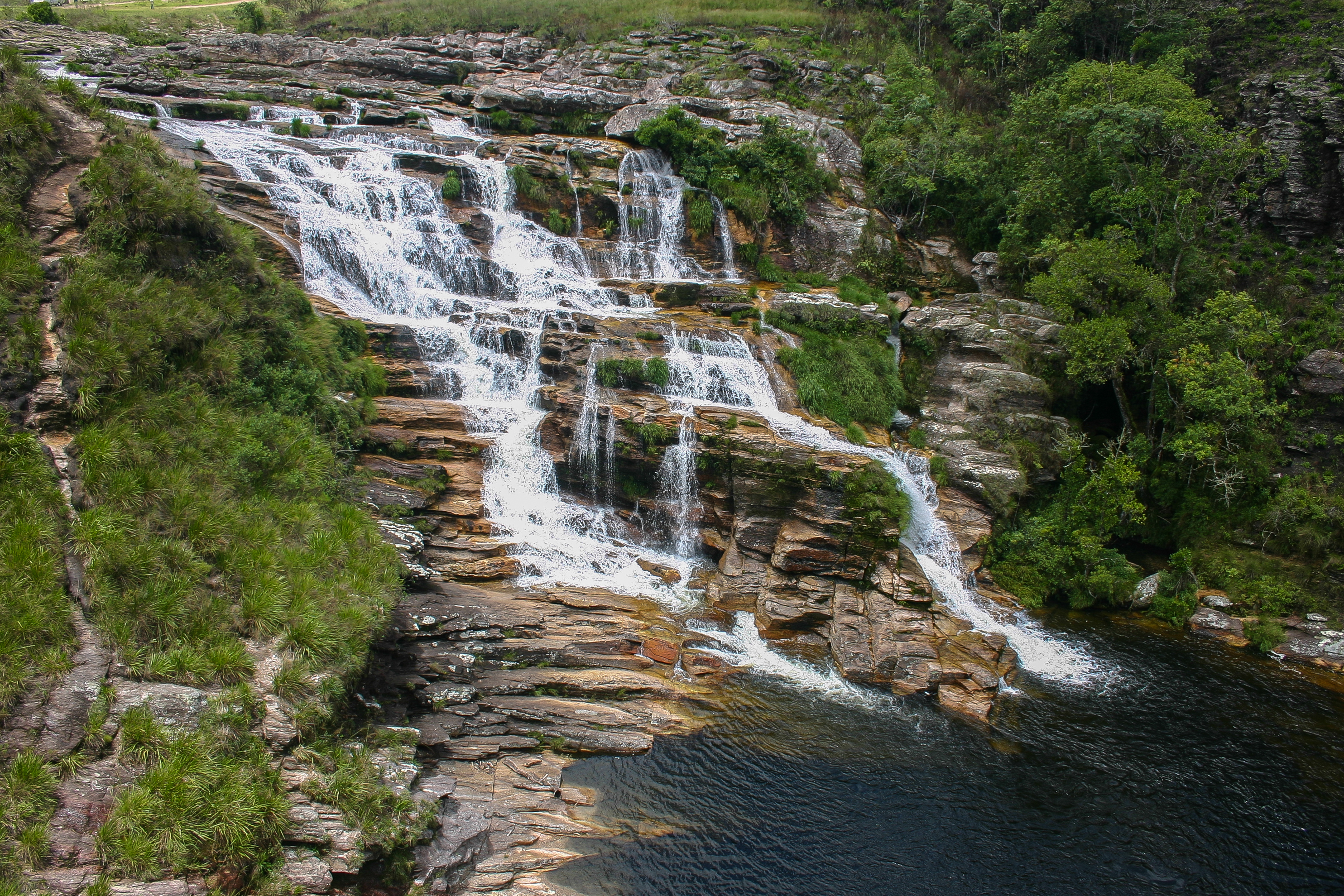
Водопад на реке Сан-Франсиску
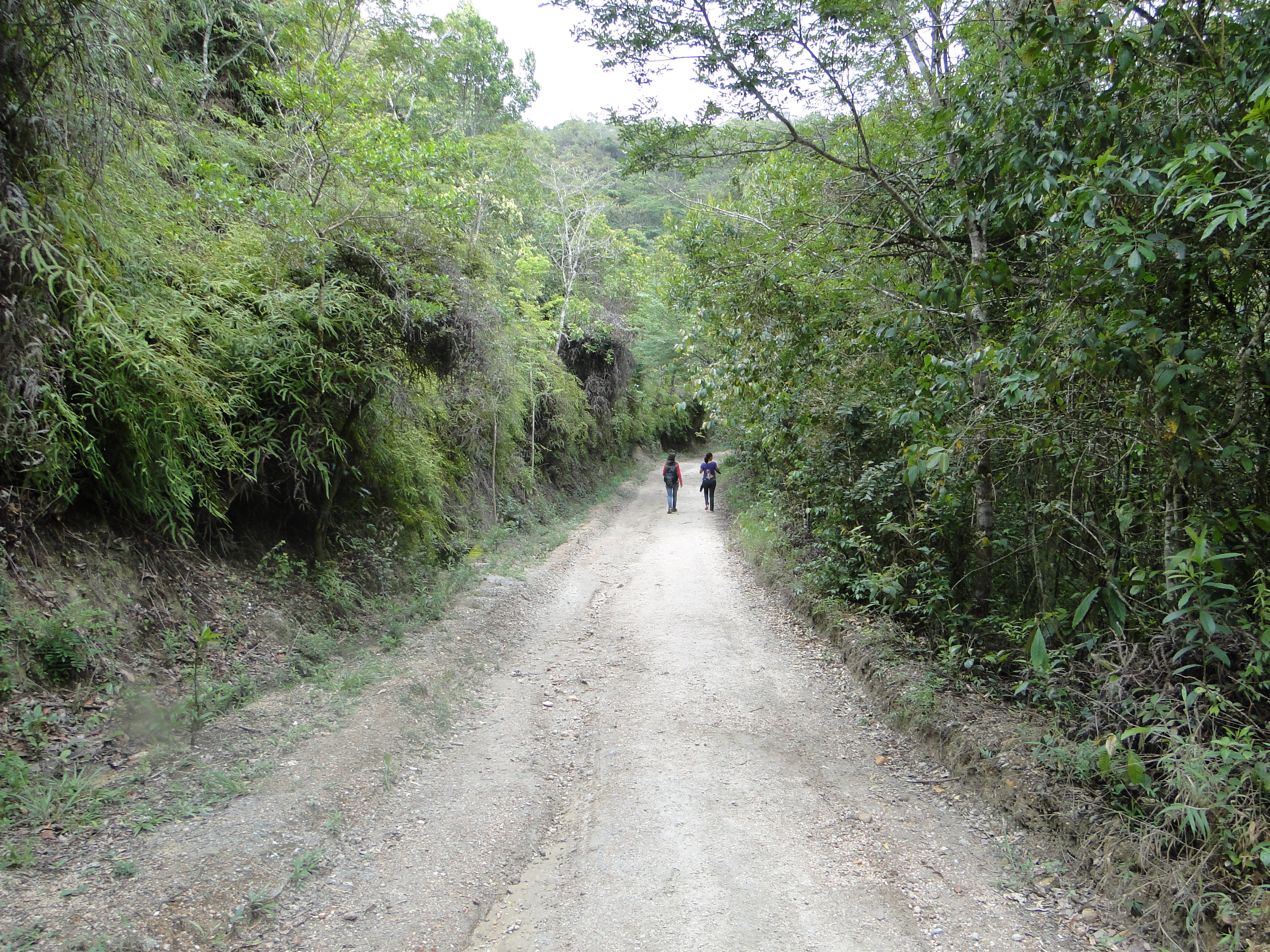
Дорога
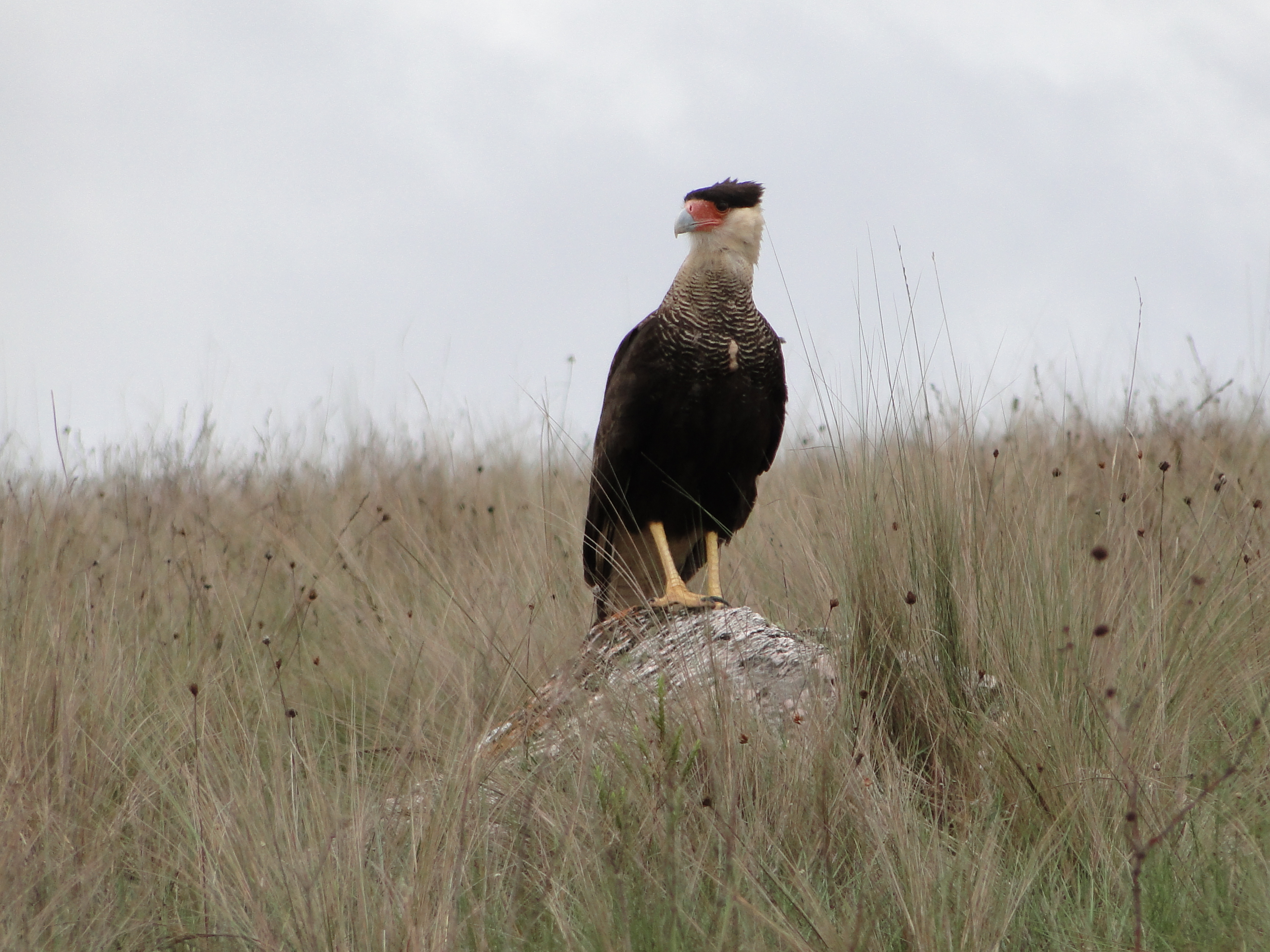
Обыкновенная каракара